# Alditoli

Il sorbitolo, uno degli alditoli più comuni

Gli alditoli (chiamati in passato glucitoli) sono dei polioli prodotti per riduzione di zuccheri.
Possono derivare sia monosaccaridi sia disaccaridi, aldosi o chetosi, per riduzione del gruppo aldeidico o carbonilico, pertanto la formula bruta generale è H(HCHO)n+1H.
Sono sostanze dotate di sapore dolce e non tossiche. Possono essere estratte da fonti vegetali (frutti e bacche) ma industrialmente vengono prodotti per sintesi.

## Chimica
La nomenclatura di questi composti è data dal prefisso dello zucchero da cui deriva con il suffisso -itolo.
Dato che lo zucchero più semplice è la gliceraldeide l'alditolo più semplice è il glicerolo, che non presenta attività ottica. Alditoli chirali vengono ottenuti da zuccheri chirali. 
Se scaldati non caramellizzano né imbruniscono.
Vengono prodotti per riduzione con idruri, per idrogenazione catalitica o per via elettrochimica.

## Uso alimentare
| Nome       | Dolcezza relativa ponderale | Dolcezza relativa molare | Calorie (kcal/g) | Dolcezza per caloria |
| ---------- | --------------------------- | ------------------------ | ---------------- | -------------------- |
| Saccarosio | 1,0                         | 1,0                      | 4,0              | 0,25                 |
| Arabitolo  | 0,7                         | ND                       | 0,2              | 3,5                  |
| Eritritolo | 0,812                       | ND                       | 0,213            | 3,812                |
| Glicerolo  | 0,6                         | ND                       | 4,3              | 0,14                 |
| Isomalto   | 0,55                        | 0,55                     | 2,0              | 0,25                 |
| Lattitolo  | 0,37                        | 0,37                     | 2,0              | 0,2                  |
| Maltitolo  | 0,90                        | 0,90                     | 2,1              | 0,43                 |
| Mannitolo  | 0,5                         | 0,27                     | 1,6              | 0,31                 |
| Sorbitolo  | 0,60                        | 0,32                     | 2,6              | 0,23                 |
| Xilitolo   | 1,0                         | 0,44                     | 2,4              | 0,42                 |

A causa del sapore dolce e il basso contenuto calorico, gli alditoli vengono utilizzati in ambito alimentare come dolcificanti. Non essendo metabolizzati dalla flora batterica orale non contribuiscono all'insorgenza della carie. Sono capaci di dare una forte sensazione di freschezza in bocca, questo fatto è dovuto al carattere endotermico della reazione di solubilizzazione.
Una volta ingeriti vengono assorbiti parzialmente nell'intestino per diffusione passiva, per questo in quantità eccessive sono lassativi. La parte non assorbita viene degradata per fermentazione dalla flora intestinale.